# 伊舒 (巴伊亚州)
伊舒（葡萄牙語：Ichu）是巴西巴伊亚州的一个市镇。总面积127.965平方公里，总人口3403人，人口密度26.6人/平方公里。